# 미국 수정 헌법 제11조
미국 수정 헌법 제11조(Eleventh Amendment 또는 Amendment XI)는 1794년 3월 4일 의회에서 통과된 미국의 수정 헌법으로 1795년 2월 7일 각 주에 의해 비준이 완료되었다. 이 수정안은 각 주의 주권 면제를 다루고 있고, 1793년 〈치점 대 조지아 사건〉(Chisholm v. Georgia, 2 U.S. 419)에 대한 연방 대법원의 판결을 뒤집기 위해 채택되었다.

## 조문
수정 제11조 (주를 상대로 하는 소송) 미국의 사법권은 미국의 한 주에 대하여 다른 주의 시민 또는 외국의 시민이나 신민에 의하여 개시되었거나 제기된, 보통법상 또는 형평법상의 소송에까지 미치는 것으로 해석할 수 없다.

## 내용

### 연방법원에서 금지되는 소송
1. 주정부를 상대로 한 손해배상청구
2. 주정부가 당사자인 소송에서 주정부에 대한 금지명령 및 선언적 구제
3. 주정부예산으로 지급되는 소급적인 손해배상이나 주정부로 하여금 부동산의 소유권을 상실하게 하는 등의 주정부 공무원을 상대로 한 소송
4. 주법 위반을 이유로 하는 주정부 공무원을 상대로 한 소송

### 연방법원에서 허용되는 소송
1. 주정부가 아닌 지방정부를 상대로 한 소송
2. 연방정부나 다른 주정부가 제기하는 소송
3. 파산 도산 재판

## 상정과 비준
수정 헌법 제11조는 1794년 3월 4일 의회에 상정되어, 다음과 같은 주들에 의해 비준되었다.
1. 뉴욕주(1794년 3월 27일)
2. 로드아일랜드주(1794년 3월 31일)
3. 코네티컷주(1794년 5월 8일)
4. 뉴햄프셔주(1794년 6월 16일)
5. 매사추세츠주(1794년 6월 26일)
6. 버몬트주(1794년 11월 9일)
7. 버지니아주(1794년 11월 18일)
8. 조지아주(1794년 11월 29일)
9. 켄터키주(1794년 12월 7일)
10. 메릴랜드주(1794년 12월 26일)
11. 델라웨어주(1795년 1월 23일)
12. 노스캐롤라이나주(1795년 2월 7일)

비준은 1795년 2월 7일 완료되었다. 뒤를 이어 다음과 같은 주들이 비준하였다.
1. 사우스캐롤라이나주(1797년 12월 4일)

다음의 주에서는 비준하지 않았다.
1. 뉴저지주
2. 펜실베이니아주

## 같이 보기
- 주권면제